# Ерёмин, Николай Фёдорович (старший сержант)
Никола́й Фёдорович Ерёмин (8 мая 1924, Тульская область — 7 июля 1994, Тула) — командир отделения станковых пулеметов 493-го отдельного пулеметно-артиллерийского батальона 159-го укрепленного района 40-й армии 2-го Украинского фронта, старший сержант.

## Биография
Родился 8 мая 1924 года в деревне Яковлеве (ныне — в Тёпло-Огарёвском районе Тульской области). Окончил 7 классов, шкоду фабрично-заводского ученичества и курсы трактористов. Работал трактористом в Тепло-Огаревской машинно-тракторной станции.
В 1942 году, после освобождения территории нашими войсками, был призван в Красную Армию. Весной 1943 года после окончания пулеметной школы сержант Ерёмин убыл на фронт. Был назначили его командиром отделения станковых пулеметов в 493-й отдельный пулеметно-артиллерийский батальон 159-го укрепленного района. Батальон вошёл в состав Степного фронта.
В боях под Белгородом он зарекомендовал себя стойким, умелым воином. Под Харьковом, отражая атаку, он истребил около десятка вражеских солдат. Его пулемет, видимо, настолько досадил гитлеровцам, что они сосредоточили по нему сильный минометный огонь. пулемётчик был ранен. Оценив отвагу и мужество бойца, ему разрешил лечиться при части. Только через три месяца Ерёмин вернулся в строй. Батальон в это время был уже на западном берегу Днепра в составе войск 1-го Украинского фронта.
В районе деревни Чижовка Киевской области противник предпринял сильную контратаку. Сержант Ерёмин выбрав удобную позицию, оборудовал её по всем правилам и встретил противников губительным огнём. В тот день противники трижды пытались отбросить советских воинов и трижды откатывались назад. Сержант Ерёмин уничтожил в этом бою около двух десятков противников. По представлению командира батальона приказом по войскам 104-го стрелкового корпуса он был награждён медалью «За отвагу».
Развивая наступление, войска 40-й армии, в состав которой входил 159-й укрепленный район, после завершения Корсунь-Шевченковской операции преодолели реку Южный Буг и устремились к Днестру. В конце марта форсировав Днестр, а затем Прут, войска армии пересекли государственную границу СССР и вступили на территорию Румынии. После захвата плацдарма советские войска временно перешли в этом районе к обороне и стали готовиться к новой, Ясско-Кишиневской операции. 40-я армия действовала в этой операции на правом крыле 2-го Украинского фронта, обеспечивая главную ударную группировку фронта со стороны Карпат.
С 5 сентября 1944 года в боях за город Гура-Гумора старший сержант Ерёмин, увлекая товарищей личным примером, первым ворвался в расположение противника и огнём из пулемета обеспечил успешное продвижение стрелкового подразделения и захват им господствующей высоты с отметкой 824. В бою за высоту он уничтожил четырёх противников. Через два дня, 7 сентября, при наступлении на деревню Вама он, применяясь к местности, выдвинулся вперед и фланговым огнём из пулемета дезорганизовал вражескую оборону. В этом бою он уничтожил ещё двух противников, но, главное, помог стрелковому подразделению без потерь овладеть населенным пунктом. Приказом по войскам 50-го стрелкового корпуса от 2 октября 1944 года за мужество, отвагу и высокое боевое мастерство старший сержант Ерёмин Николай Фёдорович награждён орденом Славы 3-й степени.
В результате мощных ударов 2-го и 3-го Украинских фронтов Румыния была выведена из войны на стороне вражеской Германии и начала боевые действия против немецко-вражеских войск вместе с Советской Армией. В конце октября войска 40-й армии пересекли румыно-венгерскую границу.
27 октября 1944 года в уличных боях за город Фехтердьярмат старший сержант Ерёмин, обойдя со своим отделением опорный пункт противника, ударил по нему с тыла. Враг не выдержал удара и прекратил сопротивление. Ерёмин в ходе этого боя уничтожил около десятка противников и двенадцать взял в плен, захватил пулемёт и две повозки с боеприпасами. Приказом по войскам 40-й армии от 26 ноября 1944 года за мужество, отвагу и высокое боевое мастерство старший сержант Ерёмин Николай Фёдорович награждён орденом Славы 2-й степени.
В первых числах декабря 1944 года при бое за плацдарм на правом берегу реки Бодрог в районе города Шаторальяуйхей старший сержант Ерёмин опять отличился. Во главе группы бойцов он ворвался во вражескую траншею и в ходе короткого боя очистил её от противников. Продолжая преследовать противника, он овладел второй траншеей, затем третьей. Группа, возглавляемая им, захватила плацдарм 1 километр по фронту и полкилометра в глубину. Ерёмин уничтожил два станковых пулемёта с расчётами и семнадцать пехотинцев.
В начале 1945 года Ерёмин был назначен командиром взвода разведки. В этой должности он и закончил свой боевой путь под Прагой.
Указом Президиума Верховного Совета СССР от 28 апреля 1945 года за мужество, отвагу и бесстрашие, проявленные в боях с вражескими захватчиками старший сержант Ерёмин Николай Фёдорович награждён орденом Славы 1-й степени. Стал полным кавалером ордена Славы.
После Победы продолжал службу в Вооруженных Силах до 1953 года. Стал офицером, уволился в запас в звании лейтенанта.
Вернулся на родину. Жил в городе Туле. Работал механиком в тресте «Туластрой», инженером и главным инженером в Тулаоблремонтстройтресте. Лейтенант в отставке. Находясь на пенсии, посвятил себя патриотическому воспитанию молодежи. Умер 7 июля 1994 года.

## Награды
За боевые успехи был удостоен:
- Орден Славы I степени (28.04.1945)
- Орден Славы II степени (26.11.1944)
- Орден Славы III степени (02.10.1944)
- орден Отечественной войны I степени (11.03.1985)
- другие медали.